# Smileuma paularia
Smileuma paularia är en fjärilsart som beskrevs av Jones 1921. Smileuma paularia ingår i släktet Smileuma och familjen mätare. Inga underarter finns listade i Catalogue of Life.